# Anne Artigau
 (avril 2018).
Si vous disposez d'ouvrages ou d'articles de référence ou si vous connaissez des sites web de qualité traitant du thème abordé ici, merci de compléter l'article en donnant les références utiles à sa vérifiabilité et en les liant à la section « Notes et références ».
Anne Artigau, née en 1957 à Montfermeil, en France, est une photographe, metteuse en scène et auteure française.

## Biographie
Anne Artigau est née de parents originaires du Sud de la France qui, après quelques années passées dans la région parisienne, déménagent à Lyon.
À quatorze ans elle se présente au conservatoire de Lyon et met le pied dans la porte du « vieux navire » interprétant tour à tour la marâtre de Cendrillon, Antigone, Jeanne d'Arc, etc.
Les rôles s’enchainent à Lyon d’abord, et à Paris ensuite. C'est à Paris qu'elle rencontre Michèle Guigon, avec qui elle s’inscrit au cours de Jérôme Deschamps au théâtre des Quartiers d’Ivry dirigés par Antoine Vitez. À la demande de Jérôme Deschamps, elles  écrivent et mettent en scène Strapontin avec Simon McBurney, un spectacle d’un quart d’heure, absurde et burlesque, apparenté aux comiques américains. Formées et acquises toutes deux à un théâtre initié par Jérôme Deschamps où les mots sont rares, où l’accent est mis sur la mécanique du geste de scènes de la vie ordinaire, Michèle Guigon et Anne Artigau fondent la Cie du P’tit Matin. Alain Crombecque, alors directeur du Festival d’Avignon, ayant vu Strapontin leur passe commande pour un « long » spectacle. Ce sera Marguerite Paradis ou l’histoire de tout le monde en 1985 au Festival d'Avignon puis au Festival d'Automne de la même année, suivra Etats d’amour au Festival d'Avignon 1986
Anne Artigau poursuit son travail d’écriture et de mise en scène, entre autres avec Michèle Guigon (En face ou la chanson perdue, Chantefables de Desnos & Wiener, Il y a…), ou avec le Zero Théâtre L’Espèce, pièce pour laquelle elle reçoit un prix de la mise en scène, décerné par Pierre Etaix.
Pour explorer davantage son univers, elle crée la compagnie Les Fantômes avec les acteurs-dialoguistes Yves Robin, Christian Termis et Marc François-Pascaud. Elle écrit avec eux Le Pont des nuits blanche, Les Écossais. En 2004, ils créeront Les Habitants de la lune avec l'auteure compositrice Nathalie Blank et la pianiste compositrice Frédérique Martin.
Elle signe la mise en scène de ces trois créations ainsi que l’adaptation du Journal du ghetto du polonais Yanus Korczak, met en scène Antigone de Sophocle, Je ne suis personne de Fernando Pessoa, Je suis folle et je le resterai de Anne Deborde Munoz (Prix Paris Jeunes Talents 2008) et dirige Malika Berrichi pour ses tours de chant dans les cabarets parisiens.
Elle collabore avec Howard Buten à la mise en scène du spectacle du clown Buffo nouvelle version créé au théâtre du Rond point en 2008. https://www.theatredurondpoint.fr/artiste/anne-artigau/ .La même année, elle met en scène avec Susy Firth La vie va où ?... de Michèle Guigon Co-écrit avec Susy Firth, spectacle qui tournera jusqu'en 2014.
En 2011, elle mettra en scène Pieds nus, traverser mon cœur de Michèle Guigon, co-écrit avec Susy Firth, au Théâtre Vidy-Lausanne et à la comédie de Caen.  
En 2012, elle met en scène Belkheir ou une carte ne vous sauve pas la vie pour rien de Nathalie Papin, sur une idée originale de Belkheir Djenane, dit Bébel le magicien. Le spectacle est créé au Théâtre Vidy-Lausanne et produit par Cirque théâtre d'Elbeuf, et se jouera jusqu'en fin 2013. théâtre de la criée, théâtre de la coursive à la Rochelle
Parallèlement, elle mène une carrière de photographe, où elle réalise un travail sur les ombres, que l’on retrouve dans ses mises en scène. Certaines de ses photos tournent avec l’exposition Ombre et Lumières de la Cité des Sciences.